# Chaetostoma thomsoni
Chaetostoma thomsoni är en fiskart som beskrevs av Regan, 1904. Chaetostoma thomsoni ingår i släktet Chaetostoma och familjen Loricariidae. Inga underarter finns listade i Catalogue of Life.